# Caldognola
Il Caldognola è un torrente della provincia di Perugia affluente del Topino. 

## Geografia
Nasce dal monte Mazzolo e si sviluppa fra i comuni di Gualdo Tadino e quello di Nocera Umbra durante i suoi 17.1 km di percorso. Durante il suo breve percorso, riceve anche il Rio di Panicaglia e il Fosso delle Vene. Si getta nel Topino all'altezza di Nocera Scalo, frazione di Nocera Umbra. Le sue acque sono di buon qualità.